# Shattered/Sgretolata
Shattered/Sgretolata è un album discografico della cantante italiana Greta Panettieri, pubblicato nell'ottobre 2016 dalla Greta's Bakery Music.

## Il Disco
Shattered/Sgretolata, composto quasi interamente da brani originali, è un ritratto a 360° della sfaccettata personalita di Greta Panettieri ̀ e del suo virtuoso percorso artistico, che da sempre va oltre la definizione di genere e di stile. Una dichiarata apertura a infinite possibilità interpretative: dalla ballad voce e chitarra, al brazilian contemporaneo, alla dedica a David Bowie con una personalissima versione di "Life on Mars" nata durante uno dei suoi live negli studi di LA7, all'improvvisazione free e psichedelica di "Don't Know", allo swing di "Oppure no" e "Non ci giurerei", al jazz moderno della titletrack di ispirazione shorteriana. Quest'album viene reso unico e incalzante dalla grande varietà di musicisti che, tra Italia e Stati Uniti, hanno collaborato alla sua realizzazione: dai tre testi scritti rispettivamente da Claudio "Greg" Gregori, Piji Siciliani e Jennie Booth, ai brasiliani Itaiguara Brandao e Mauricio Zottarelli che hanno a lungo collaborato con Greta durante il suo periodo newyorkese, a Francesco Diodati coinvolto in un duo voce e chitarra, all'impronta jazz dei sassofonisti Max Ionata, Alfondo Deidda e Cristiano Arcelli.
Uno dei singoli del disco, "Oppure no", è il frutto dell'incontro in RAI tra Greta e Claudio Gregori, in arte "Greg", invitato sia come special guest che come autore del testo italiano di "Oppure no".

## Tracce
1. Shattered – 4:42 (testo: Greta Panettieri – musica: Andrea Sammartino - Greta Panettieri)
2. Oppure no – 4:25 (testo: Claudio Gregori GREG – musica: Andrea Sammartino Greta Panettieri)
3. Don't Know – 5:37 (testo: Greta Panettieri – musica: Andrea Sammartino - Greta Panettieri)
4. I'm in love – 4:16 (testo: Jennie Booth – musica: Andrea Sammartino - Greta Panettieri)
5. Non ci Giurerei – 5:55 (testo: Pier Luigi Siciliani – musica: Andrea Sammartino - Greta Panettieri)
6. Life on Mars – 3:16 (testo: David Bowie – musica: David Bowie)
7. Look Back – 5:53 (testo: Greta Panettieri – musica: Andrea Sammartino - Greta Panettieri)
8. Pensamento Feliz – 5:38 (testo: Greta Panettieri – musica: Andrea Sammartino - Greta Panettieri)
9. Less is more – 5:43 (testo: Greta Panettieri – musica: Andrea Sammartino - Greta Panettieri)

## Musicisti
- Greta Panettieri - Voce
- Claudio Gregori - Voce su "Oppure no"
- Andrea Sammartino - Pianoforte, organo Hammond, sintetizzatore
- Francesco Puglisi - Contrabbasso
- Alessandro Paternesi - Batteria
- Francesco Diodati - Chitarre su "I'm in love"
- Itaiguara Brandao - Basso su "Pensamento Feliz"
- Mauricio Zottarelli - Batteria su "Pensamento Feliz" e "Oppure no"
- Daniele Mencarelli - Basso su "Don't Know" e "Look Back"
- Francesco Ciniglio - Batteria su "Don't Know" e "Look Back"
- Max Ionata - Sassofono Tenore su "Non ci giurerei"
- Alfonso Deidda - Sassofono Soprano su "Life on Mars"
- Cristiano Arcelli - Sassofono alto su "Shattered"